# Arabinosa
La arabinosa (literalmente ‘azúcar árabe’, por su gran concentración en la goma arábiga) es un monosacárido de cinco carbonos con un grupo aldehído por lo que pertenece al grupo de las aldosas y dentro de este al de las aldopentosas.
De las dos formas D y L, el enantiómero ampliamente extendido en la naturaleza es la L-arabinosa, siendo uno de los constituyentes de la pectina y la hemicelulosa. Puede encontrarse principalmente en la goma arábiga. 
El operón de la L-arabinosa es de gran importancia en bioingeniería y en diversas técnicas de biología molecular. El sistema clásico para la síntesis orgánica de arabinosa desde glucosa es el proceso conocido como degradación de Wohl.
La arabinosa se emplea como fuente de carbono en cultivos bacterianos.
Facilita la expresión de la GFP.